# Zoltán van Hongarije
Zoltán van Hongarije (*ca. 896 - 947), (ook bekend als Zolta en Zaltas), was een heerser over de Magyaren in de vroege 10e eeuw. Hij was (waarschijnlijk) een zoon van Árpád, de stichter van het rijk in het Karpatenbekken, en de vader van Taksony. De Gesta Hungarorum noemt Zoltán als de zoon en opvolger van Árpád. Hoewel hij regeerde van 907 tot 948, had zijn leiderschap minder te betekenen dan bij vorige heersers, omdat gedurende zijn tijd de stamhoofden de werkelijke macht hadden. Recent onderzoek trekt zijn positie als heerser in twijfel, en geeft de voorkeur aan oudere zoons van Árpád.
Zoltán zou in 904 zijn getrouwd met de erfdochter van Menmarót van Bihar, een Moravische legeraanvoerder. In 906 zou hij zijn schoonvader hebben opgevolgd als stadhouder van Moravië. Zoltán zou heel goed de belangrijke Hongaarse vorst kunnen zijn die 922 door de Saksen gevangen werd genomen en na langdurige onderhandelingen werd vrijgelaten, in ruil voor 9 jaar vrede.